# North Carolina
North Carolina (Nederlands: Noord-Carolina) is een van de zuidelijke staten van de Verenigde Staten. Het was een van de oorspronkelijke dertien staten die de Unie hebben opgericht en zich hebben vrijgevochten van het Britse koloniale gezag. De staat wordt begrensd door Virginia in het noorden, Tennessee in het westen aan de andere kant van de bergen en Georgia en South Carolina in het zuiden. North Carolina ligt in het oosten aan de kust van de Atlantische Oceaan. De beide Carolina's werden oorspronkelijk vernoemd naar koning Karel I van Engeland. De hoofdstad van North Carolina is Raleigh.

## Geschiedenis

### De Cherokee
De oorspronkelijke bewoners van Amerika waren Amerikaanse Indianen, onder andere de Cherokee, die wel tot de Vijf Beschaafde Naties gerekend worden. Rond 1830 werden zij gedwongen te 'verhuizen' naar het Indian Territory in Oklahoma, en deze barre tocht kostte veel mensenlevens. Een deel van hen wist zich echter in de onherbergzame bergen aan de westkant van de staat staande te houden en een ander deel keerde later terug. Hun nazaten wonen nog steeds in de staat. In de 19e eeuw kochten de overgebleven leden van de stam een gebied van 570 km², bekend als de Qualla Boundary om daar opnieuw hun soeverein stamverband op te vestigen. Dit is dus niet een reservaat in de zin dat het land door de Amerikaanse overheid aan hen is toegekend. Het erfgoed van de stam bestaat nog steeds en trekt veel bezoekers. Er is zelfs weer een educatief centrum, de New Kituwah Language Academy waar alleen in het Cherokee lesgegeven wordt.

### De Britten
De streek was het eerste gebied waar de Britten in de jaren vanaf 1580 een kolonie probeerden te stichten door toedoen van Sir Walter Raleigh, naar wie de hoofdstad van de staat vernoemd is. Van zijn nederzettingen op Roanoke Island - de eerste in het nieuwe land - werd echter later niets meer vernomen. Latere nederzettingen werden vooral bekend vanwege hun productie van terpentijn en houtteer uit de dennenbossen. Er is een Tar river (teerrivier) en de bewoners van de staat staan nog steeds als Tar heels (teerhielen) bekend. In de 18e eeuw werden er een aantal nederzettingen gesticht en in 1712 werd de kolonie gesplitst in noord en zuid. De twee delen hebben tot op de dag van vandaag een tamelijk verschillend karakter.

### Na de onafhankelijkheid
South Carolina was een slavenstaat bij uitstek en de eerste staat die zich afscheidde van de Unie en zo de Amerikaanse Burgeroorlog op gang bracht. North Carolina scheidde zich pas af toen al zijn buren dat ook gedaan hadden, en met tegenzin, in 1861. Ironisch genoeg vond de overgave van het zuiden juist in deze staat plaats en kreeg de staat flink te lijden van de Burgeroorlog.
In de buurt van het dorpje Kitty Hawk werd in 1903 de eerste bestuurde vlucht gemaakt met een gemotoriseerd vliegtuig door de gebroeders Wright.
De Reconstructie en de jaren van Jim Crow daarna met hernieuwde repressie van de zwarte bevolking volgden. De staat kreeg een achterstand op de rest van het land. Het was vooral een gebied van tabaksverbouwers en armoede. Daar kwam pas na 1960 verandering in. De veranderingen door de Burgerrechtenbeweging verliepen vrij soepel in vergelijking met andere staten in het zuiden waar de spanningen hoog opliepen. In 1960 vonden de Greensboro sit-ins plaats. Een technologische verandering die voor het hele zuiden en ook voor North Carolina van groot belang was, was de komst van de airconditioning. De zomermaanden zijn namelijk zonder deze apparatuur een tijd waarin hard werken een zware opgave is, het is daarvoor dan te warm en te vochtig.
Na de jaren zestig deed de technologie haar intrede. Tussen de steden Raleigh, Durham, Chapel Hill en Cary ontstond het Research Triangle Park met zijn vele geavanceerde onderzoeksinstellingen, en de Triangle (de driehoekige 'randstad') van de staat werd een fikse metropool.
In november 2024 werd de Democraat Josh Stein gekozen tot gouverneur, nadat hij de Trumpistische Republikein Mark Robinson had verslagen.

## Geografie
De staat ligt ingeklemd tussen de Atlantische Oceaan in het oosten met een waddenkust die men de 'Outer Banks' noemt en de Smoky Mountains in het westen die wel wat op de Ardennen of Vogezen lijken, hoewel ze op sommige plaatsen aardig ontoegankelijk zijn. Ertussen ligt een heuvellandschap dat vrij sterk gemengd bebost is. Naar de kust gaat het landschap over in laagland met veengebieden die pocosin genoemd worden.
Het klimaat is warm en vochtig in de zomer met temperaturen die rond de 35-37°C schommelen. 's Winters kan er sneeuw vallen of kan het ijzelen, maar echt koud wordt het niet. Er valt vrij veel neerslag, zo'n 1350 mm per jaar. De luchtvochtigheid is hoog en de staat wordt zo nu en dan geteisterd door orkanen en wervelwinden. Het klimaat kenmerkt zich ook door relatief grote temperatuurschommelingen van dag tot dag (van koud tot warm tot koud binnen een week bijvoorbeeld).

## Bestuurlijke indeling
North Carolina is onderverdeeld in 100 county's.

## Politiek

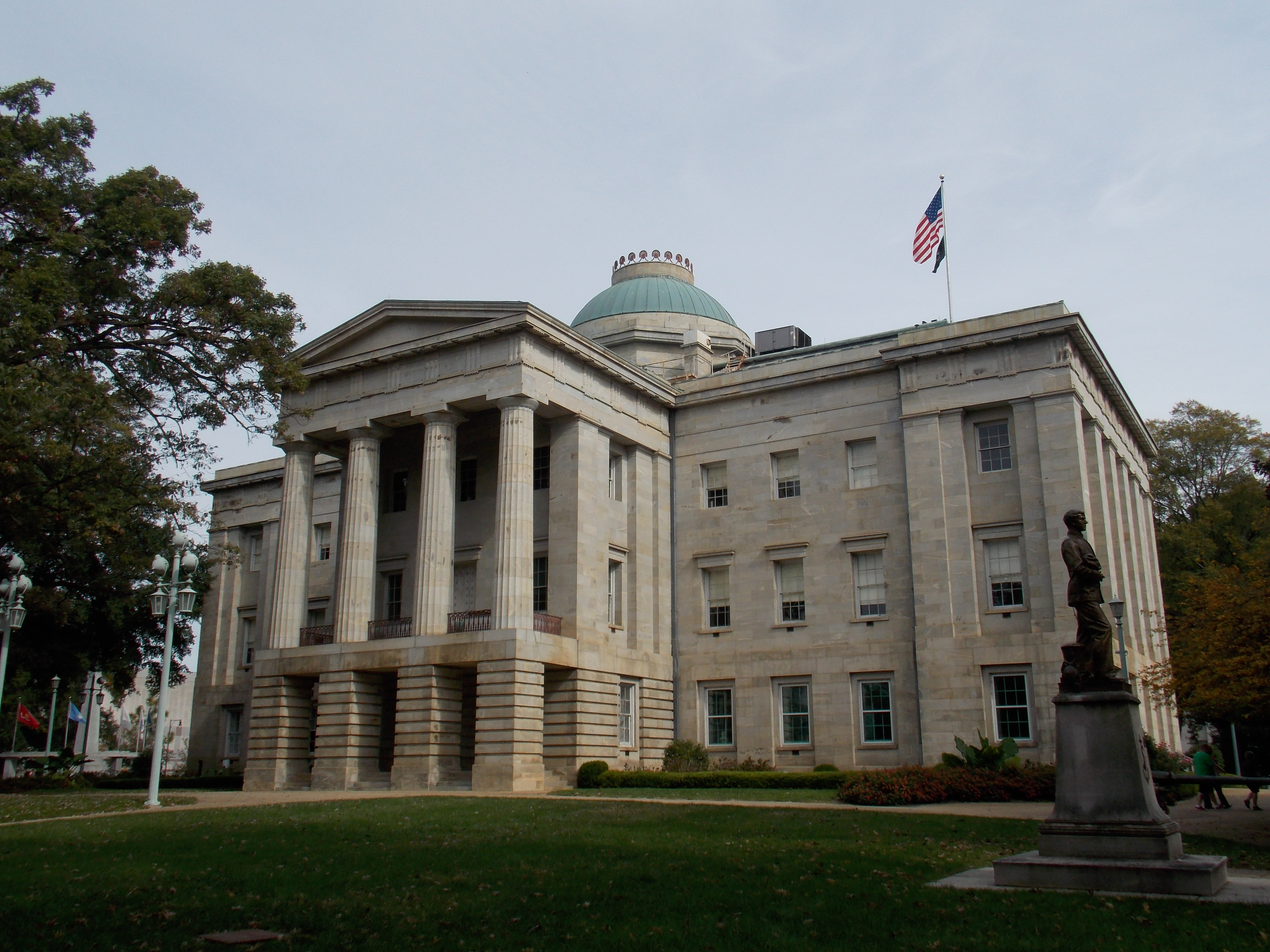
Staatscapitool in Raleigh (2015)

Aan het hoofd van de uitvoerende macht van North Carolina staat een gouverneur, die direct gekozen wordt door de kiesgerechtigden in de staat. De huidige gouverneur is Josh Stein van de Democratische Partij. Hij werd verkozen bij de gouverneursverkiezingen van 2024 en trad aan op 1 januari 2025.
De wetgevende macht bestaat uit het Huis van Afgevaardigden van North Carolina (North Carolina House of Representatives) met 120 leden en de Senaat van North Carolina (North Carolina Senate) met 50 leden.

## Media
De televisieserie One Tree Hill speelt zich af in North Carolina, in de fictieve stad Tree Hill.

## Afkomstig uit North Carolina
- James Polk (1795–1849), 11de president van de Verenigde Staten (1845–1849).
- Andrew Johnson (1808–1875), 17de president van de Verenigde Staten (1865–1869).
- Max Roach (1924–2007), muzikant.
- Chuck Brown (1936–2012), muzikant.
- Don Schollander (1944), zwemmer.

## Varia
- North Carolina wordt soms ook wel "the Old North State" genoemd. Met het meervoud "Old North states" wordt gedoeld op de 23 noordelijke staten.